# Nychiodes waltheri
Nychiodes waltheri is een vlinder uit de familie spanners (Geometridae). De wetenschappelijke naam is voor het eerst geldig gepubliceerd in 1919 door Wagner.
De soort komt voor in Europa.